# Waterpolo al Campionat del Món de natació de 2013 – Homes
El Campionat Mundial de Waterpolo masculí del Campionat del Món de natació de 2013, es va celebrar a Barcelona entre els dies 22 de juliol i 3 d'agost de 2013 a les piscines Bernat Picornell

## Classificació
16 equips són els que varen disputar el campionat segons els següents criteris:
- País amfitrió.
- Els 2 millors equips en la waterpolo world league, excloent el país amfitrió.
- Els 4 millors equips en els jocs olímpics, excloent els ja classificats.
- Els 3 millors equips en el Campionat d'Europa de waterpolo, excloent els ja classificats.
- Els 2 millors equips en el Campionat de classificació americà, excloent els ja classificats.
- Els 2 millors equips en el Campionat d'Àsia de waterpolo, excloent els ja classificats.
- El millor equip d'Oceania, excloent els ja classificats.
- El millor equid d'Àfrica, excloent els ja classificats.

| Campionat                        | Data                         | Localització       | Places | Classificats                              |
| -------------------------------- | ---------------------------- | ------------------ | ------ | ----------------------------------------- |
| País amfitrió                    | –                            | –                  | 1      | Espanya                                   |
| Waterpolo World League           | 12–17 Juny 2012              | Kazakhstan Almaty  | 2      | Croàcia · Itàlia                          |
| Jocs Olímpics 2012               | 29 Juliol al 12 d'agost 2012 | Regne Unit Londres | 4      | Montenegro · Sèrbia · Hongria · Austràlia |
| Campionat d'Europa de waterpolo  | 16–29 Gener 2012             | Eindhoven          | 3      | Alemanya · Grècia · Romania               |
| Torenig americà de Classificació | Gener 2013                   | Canadà Calgary     | 2      | Canadà · Estats Units                     |
| Campionat d'Àsia de waterpolo    |                              |                    | 2      | R.P. de la Xina · Kazakhstan              |
| Africa                           |                              |                    | 1      | Sud-àfrica                                |
| Oceania                          |                              |                    | 1      | Nova Zelanda                              |
| TOTAL                            |                              |                    | 16     |                                           |

## Grups
| Grup A       | Grup B       | Grup C          | Grup D     |
| ------------ | ------------ | --------------- | ---------- |
| Montenegro   | Croàcia      | Sèrbia          | Itàlia     |
| Espanya      | Canadà       | Hongria         | Alemanya   |
| Grècia       | Estats Units | Austràlia       | Romania    |
| Nova Zelanda | Sud-àfrica   | R.P. de la Xina | Kazakhstan |

## Ronda preliminar

### Grup A
|              | Pld | W | D | L | GF | GA | GD  | Pts |
| ------------ | --- | - | - | - | -- | -- | --- | --- |
| Grècia       | 3   | 3 | 0 | 0 | 38 | 15 | +23 | 6   |
| Montenegro   | 3   | 2 | 0 | 1 | 34 | 12 | +22 | 4   |
| Espanya      | 3   | 1 | 0 | 2 | 30 | 18 | +12 | 2   |
| Nova Zelanda | 3   | 0 | 0 | 3 | 8  | 65 | −57 | 0   |

| 22 Juliol 2013 09:30 Acta | Montenegro                              | 4‐6  | Grècia      | Piscines Bernat Picornell, Barcelona Assistència: 300 espectadors Àrbitres: Alexandrescu (ROU), Naumov (RUS) |
| 22 Juliol 2013 09:30 Acta | Resultat per quarts: 0–0, 0–3, 1–2, 3–1 |      |             | Piscines Bernat Picornell, Barcelona Assistència: 300 espectadors Àrbitres: Alexandrescu (ROU), Naumov (RUS) |
| 22 Juliol 2013 09:30 Acta | Ivović 3                                | Gols | Mylonakis 3 | Piscines Bernat Picornell, Barcelona Assistència: 300 espectadors Àrbitres: Alexandrescu (ROU), Naumov (RUS) |

| 22 Juliol 2013 21:30 Acta | Espanya                                 | 18‐3 | Nova Zelanda        | Piscines Bernat Picornell, Barcelona Assistència: 900 espectadors Àrbitres: Balfanbayev (KAZ), Gaber (EGY) |
| 22 Juliol 2013 21:30 Acta | Resultat per quarts: 3–0, 3–1, 7–1, 5–1 |      |                     | Piscines Bernat Picornell, Barcelona Assistència: 900 espectadors Àrbitres: Balfanbayev (KAZ), Gaber (EGY) |
| 22 Juliol 2013 21:30 Acta | Perrone 5                               | Gols | Lui-Fakaotimanava 2 | Piscines Bernat Picornell, Barcelona Assistència: 900 espectadors Àrbitres: Balfanbayev (KAZ), Gaber (EGY) |

| 24 Juliol 2013 20:10 Acta | Nova Zelanda                            | 4‐24 | Grècia       | Piscines Bernat Picornell, Barcelona Assistència: 1,000 espectadors Àrbitres: Reemnet (NED), Gaber (EGY) |
| 24 Juliol 2013 20:10 Acta | Resultat per quarts: 2–5, 1–8, 0–6, 1–4 |      |              | Piscines Bernat Picornell, Barcelona Assistència: 1,000 espectadors Àrbitres: Reemnet (NED), Gaber (EGY) |
| 24 Juliol 2013 20:10 Acta | quatre jugadors 1                       | Gols | Fountoulis 6 | Piscines Bernat Picornell, Barcelona Assistència: 1,000 espectadors Àrbitres: Reemnet (NED), Gaber (EGY) |

| 24 Juliol 2013 21:30 Acta | Montenegro                              | 7‐5  | Espanya   | Piscines Bernat Picornell, Barcelona Assistència: 800 espectadors Àrbitres: Vogel (HUN), Alexandrescu (ROU) |
| 24 Juliol 2013 21:30 Acta | Resultat per quarts: 2–3, 2–2, 2–0, 1–0 |      |           | Piscines Bernat Picornell, Barcelona Assistència: 800 espectadors Àrbitres: Vogel (HUN), Alexandrescu (ROU) |
| 24 Juliol 2013 21:30 Acta | Janović 5                               | Gols | Español 2 | Piscines Bernat Picornell, Barcelona Assistència: 800 espectadors Àrbitres: Vogel (HUN), Alexandrescu (ROU) |

| 26 Juliol 2013 17:30 Acta | Montenegro                              | 23‐1 | Nova Zelanda | Piscines Bernat Picornell, Barcelona Assistència: 550 espectadors Àrbitres: Cardenuto (BRA), Gaber (EGY) |
| 26 Juliol 2013 17:30 Acta | Resultat per quarts: 5–0, 8–1, 6–0, 4–0 |      |              | Piscines Bernat Picornell, Barcelona Assistència: 550 espectadors Àrbitres: Cardenuto (BRA), Gaber (EGY) |
| 26 Juliol 2013 17:30 Acta | Ivović 6                                | Gols | Pye 1        | Piscines Bernat Picornell, Barcelona Assistència: 550 espectadors Àrbitres: Cardenuto (BRA), Gaber (EGY) |

| 26 Juliol 2013 21:30 Acta | Espanya                                 | 7‐8  | Grècia      | Piscines Bernat Picornell, Barcelona Assistència: 2,500 espectadors Àrbitres: Koryzna (POL), Bianchi (ITA) |
| 26 Juliol 2013 21:30 Acta | Resultat per quarts: 1–1, 0–2, 2–3, 4–2 |      |             | Piscines Bernat Picornell, Barcelona Assistència: 2,500 espectadors Àrbitres: Koryzna (POL), Bianchi (ITA) |
| 26 Juliol 2013 21:30 Acta | Molina, Minguell 3                      | Gols | Mylonakis 3 | Piscines Bernat Picornell, Barcelona Assistència: 2,500 espectadors Àrbitres: Koryzna (POL), Bianchi (ITA) |

### Grup B
|              | Pl | W | D | L | GF | GA | GD  | Pts |
| ------------ | -- | - | - | - | -- | -- | --- | --- |
| Croàcia      | 3  | 3 | 0 | 0 | 41 | 15 | +26 | 6   |
| Estats Units | 3  | 2 | 0 | 1 | 31 | 19 | +12 | 4   |
| Canadà       | 3  | 1 | 0 | 2 | 32 | 32 | 0   | 2   |
| Sud-àfrica   | 3  | 0 | 0 | 3 | 14 | 52 | −38 | 0   |

| 22 Juliol 2013 10:50 Acta | Croàcia                                 | 9‐7  | Estats Units     | Piscines Bernat Picornell, Barcelona Assistència: 1300 espectadors Àrbitres: Bender (GER), Moller (ARG) |
| 22 Juliol 2013 10:50 Acta | Resultat per quarts: 1–1, 2–2, 3–1, 3–3 |      |                  | Piscines Bernat Picornell, Barcelona Assistència: 1300 espectadors Àrbitres: Bender (GER), Moller (ARG) |
| 22 Juliol 2013 10:50 Acta | “tres jugadors”2                        | Gols | de Trane, Mann 2 | Piscines Bernat Picornell, Barcelona Assistència: 1300 espectadors Àrbitres: Bender (GER), Moller (ARG) |

| 22 Juliol 2013 12:10 Acta | Canadà                                  | 17‐11 | Sud-àfrica   | Piscines Bernat Picornell, Barcelona Assistència: 335 espectadors Àrbitres: Golijanin (SRB), Rezvani (IRN) |
| 22 Juliol 2013 12:10 Acta | Resultat per quarts: 4–2, 2–3, 7–4, 4–2 |       |              | Piscines Bernat Picornell, Barcelona Assistència: 335 espectadors Àrbitres: Golijanin (SRB), Rezvani (IRN) |
| 22 Juliol 2013 12:10 Acta | Constantin-Bicari 4                     | Gols  | Card, Bell 3 | Piscines Bernat Picornell, Barcelona Assistència: 335 espectadors Àrbitres: Golijanin (SRB), Rezvani (IRN) |

| 24 Juliol 2013 09:30 Acta | Sud-àfrica                              | 3‐16 | Estats Units | Piscines Bernat Picornell, Barcelona Assistència: 600 espectadors Àrbitres: Balfanbayev (KAZ), Ni (CHN) |
| 24 Juliol 2013 09:30 Acta | Resultat per quarts: 0–4, 1–5, 2–5, 0–2 |      |              | Piscines Bernat Picornell, Barcelona Assistència: 600 espectadors Àrbitres: Balfanbayev (KAZ), Ni (CHN) |
| 24 Juliol 2013 09:30 Acta | Bell 2                                  | Gols | Mann 5       | Piscines Bernat Picornell, Barcelona Assistència: 600 espectadors Àrbitres: Balfanbayev (KAZ), Ni (CHN) |

| 24 Juliol 2013 10:50 Acta | Croàcia                                 | 13‐8 | Canadà              | Piscines Bernat Picornell, Barcelona Assistència: 1800 espectadors Àrbitres: Koganov (AZE), Rezvani (IRN) |
| 24 Juliol 2013 10:50 Acta | Resultat per quarts: 3–0, 3–3, 4–3, 3–2 |      |                     | Piscines Bernat Picornell, Barcelona Assistència: 1800 espectadors Àrbitres: Koganov (AZE), Rezvani (IRN) |
| 24 Juliol 2013 10:50 Acta | Muslim, Sukno 3                         | Gols | Constantin-Bicari 2 | Piscines Bernat Picornell, Barcelona Assistència: 1800 espectadors Àrbitres: Koganov (AZE), Rezvani (IRN) |

| 26 Juliol 2013 18:50 Acta | Croàcia                                 | 19‐0 | Sud-àfrica | Piscines Bernat Picornell, Barcelona Assistència: 1800 espectadors Àrbitres: Ni (CHN), Rezvani (IRN) |
| 26 Juliol 2013 18:50 Acta | Resultat per quarts: 3–0, 4–0, 7–0, 5–0 |      |            | Piscines Bernat Picornell, Barcelona Assistència: 1800 espectadors Àrbitres: Ni (CHN), Rezvani (IRN) |
| 26 Juliol 2013 18:50 Acta | Sukno 5                                 | Gols |            | Piscines Bernat Picornell, Barcelona Assistència: 1800 espectadors Àrbitres: Ni (CHN), Rezvani (IRN) |

| 26 Juliol 2013 20:10 Acta | Canadà                                  | 7‐8  | Estats Units | Piscines Bernat Picornell, Barcelona Assistència: 1,000 espectadors Àrbitres: Golijanin (SRB), Flahive (AUS) |
| 26 Juliol 2013 20:10 Acta | Resultat per quarts: 2–2, 0–1, 1–2, 4–3 |      |              | Piscines Bernat Picornell, Barcelona Assistència: 1,000 espectadors Àrbitres: Golijanin (SRB), Flahive (AUS) |
| 26 Juliol 2013 20:10 Acta | McElroy 3                               | Gols | Bowen 3      | Piscines Bernat Picornell, Barcelona Assistència: 1,000 espectadors Àrbitres: Golijanin (SRB), Flahive (AUS) |

### Grup C
|                 | Pld | W | D | L | GF | GA | GD  | Pts |
| --------------- | --- | - | - | - | -- | -- | --- | --- |
| Sèrbia          | 3   | 3 | 0 | 0 | 39 | 26 | +13 | 6   |
| Hongria         | 3   | 1 | 1 | 1 | 32 | 27 | +5  | 3   |
| Austràlia       | 3   | 1 | 1 | 1 | 25 | 26 | −1  | 3   |
| R.P. de la Xina | 3   | 0 | 0 | 3 | 21 | 38 | −17 | 0   |

| 22 Juliol 2013 13:30 Acta | Sèrbia                                  | 10‐7 | Austràlia       | Piscines Bernat Picornell, Barcelona Assistència: 300 espectadors Àrbitres: Borrell (ESP), Stavridis (GRE) |
| 22 Juliol 2013 13:30 Acta | Resultat per quarts: 4–3, 2–0, 1–2, 3–2 |      |                 | Piscines Bernat Picornell, Barcelona Assistència: 300 espectadors Àrbitres: Borrell (ESP), Stavridis (GRE) |
| 22 Juliol 2013 13:30 Acta | Udovičić, Pijetlović 3                  | Gols | seven players 1 | Piscines Bernat Picornell, Barcelona Assistència: 300 espectadors Àrbitres: Borrell (ESP), Stavridis (GRE) |

| 22 Juliol 2013 17:30 Acta | Hongria                                 | 13‐5 | R.P. de la Xina | Piscines Bernat Picornell, Barcelona Assistència: 500 espectadors Àrbitres: Margeta (SLO), Mellirar (RSA) |
| 22 Juliol 2013 17:30 Acta | Resultat per quarts: 3–1, 4–1, 3–2, 3–1 |      |                 | Piscines Bernat Picornell, Barcelona Assistència: 500 espectadors Àrbitres: Margeta (SLO), Mellirar (RSA) |
| 22 Juliol 2013 17:30 Acta | Szivós 5                                | Gols | cinc jugadors 1 | Piscines Bernat Picornell, Barcelona Assistència: 500 espectadors Àrbitres: Margeta (SLO), Mellirar (RSA) |

| 24 Juliol 2013 12:10 Acta | R.P. de la Xina                         | 7‐9  | Austràlia | Piscines Bernat Picornell, Barcelona Assistència: 455 espectadors Àrbitres: Naumov (RUS), Abramović (MNE) |
| 24 Juliol 2013 12:10 Acta | Resultat per quarts: 1–4, 1–2, 1–2, 4–1 |      |           | Piscines Bernat Picornell, Barcelona Assistència: 455 espectadors Àrbitres: Naumov (RUS), Abramović (MNE) |
| 24 Juliol 2013 12:10 Acta | Zhang Jian 2                            | Gols | Howden 3  | Piscines Bernat Picornell, Barcelona Assistència: 455 espectadors Àrbitres: Naumov (RUS), Abramović (MNE) |

| 24 Juliol 2013 13:30 Acta | Sèrbia                                  | 13‐10 | Hongria     | Piscines Bernat Picornell, Barcelona Assistència: 1,000 espectadors Àrbitres: Margeta (SLO), Koryzna (POL) |
| 24 Juliol 2013 13:30 Acta | Resultat per quarts: 2–3, 5–2, 2–2, 4–3 |       |             | Piscines Bernat Picornell, Barcelona Assistència: 1,000 espectadors Àrbitres: Margeta (SLO), Koryzna (POL) |
| 24 Juliol 2013 13:30 Acta | Prlainović, Nikić 3                     | Gols  | Dé. Varga 3 | Piscines Bernat Picornell, Barcelona Assistència: 1,000 espectadors Àrbitres: Margeta (SLO), Koryzna (POL) |

| 26 Juliol 2013 09:30 Acta | Sèrbia                                  | 16‐9 | R.P. de la Xina  | Piscines Bernat Picornell, Barcelona Assistència: 350 espectadors Àrbitres: Williams (NZL), Moller (ARG) |
| 26 Juliol 2013 09:30 Acta | Resultat per quarts: 4–3, 4–2, 5–3, 3–1 |      |                  | Piscines Bernat Picornell, Barcelona Assistència: 350 espectadors Àrbitres: Williams (NZL), Moller (ARG) |
| 26 Juliol 2013 09:30 Acta | Mitrović 4                              | Gols | “tres jugadors”2 | Piscines Bernat Picornell, Barcelona Assistència: 350 espectadors Àrbitres: Williams (NZL), Moller (ARG) |

| 26 Juliol 2013 10:50 Acta | Hongria                                 | 9‐9  | Austràlia  | Piscines Bernat Picornell, Barcelona Assistència: 1,100 espectadors Àrbitres: Margeta (SLO), Stavridis (GRE) |
| 26 Juliol 2013 10:50 Acta | Resultat per quarts: 3–3, 1–1, 3–3, 2–2 |      |            | Piscines Bernat Picornell, Barcelona Assistència: 1,100 espectadors Àrbitres: Margeta (SLO), Stavridis (GRE) |
| 26 Juliol 2013 10:50 Acta | Vámos 3                                 | Gols | Campbell 5 | Piscines Bernat Picornell, Barcelona Assistència: 1,100 espectadors Àrbitres: Margeta (SLO), Stavridis (GRE) |

### Grup D
|            | Pld | W | D | L | GF | GA | GD  | Pts |
| ---------- | --- | - | - | - | -- | -- | --- | --- |
| Itàlia     | 3   | 3 | 0 | 0 | 32 | 18 | +14 | 6   |
| Alemanya   | 3   | 2 | 0 | 1 | 26 | 26 | 0   | 4   |
| Kazakhstan | 3   | 1 | 0 | 2 | 21 | 25 | −4  | 2   |
| Romania    | 3   | 0 | 0 | 3 | 16 | 26 | −10 | 0   |

| 22 Juliol 2013 18:50 Acta | Itàlia                                  | 10‐4 | Romania           | Piscines Bernat Picornell, Barcelona Assistència: 600 espectadors Àrbitres: Peris (CRO), Koryzna (POL) |
| 22 Juliol 2013 18:50 Acta | Resultat per quarts: 4–1, 1–1, 2–2, 2–0 |      |                   | Piscines Bernat Picornell, Barcelona Assistència: 600 espectadors Àrbitres: Peris (CRO), Koryzna (POL) |
| 22 Juliol 2013 18:50 Acta | Aicardi 3                               | Gols | quatre jugadors 1 | Piscines Bernat Picornell, Barcelona Assistència: 600 espectadors Àrbitres: Peris (CRO), Koryzna (POL) |

| 22 Juliol 2013 20:10 Acta | Alemanya                                | 9‐8  | Kazakhstan | Piscines Bernat Picornell, Barcelona Assistència: 800 espectadors Àrbitres: Terepenka (CAN), Koganov (AZE) |
| 22 Juliol 2013 20:10 Acta | Resultat per quarts: 3–3, 3–0, 3–1, 0–4 |      |            | Piscines Bernat Picornell, Barcelona Assistència: 800 espectadors Àrbitres: Terepenka (CAN), Koganov (AZE) |
| 22 Juliol 2013 20:10 Acta | Nossek 3                                | Gols | Ushakov 3  | Piscines Bernat Picornell, Barcelona Assistència: 800 espectadors Àrbitres: Terepenka (CAN), Koganov (AZE) |

| 24 Juliol 2013 17:30 Acta | Kazakhstan                              | 7‐4  | Romania           | Piscines Bernat Picornell, Barcelona Assistència: 600 espectadors Àrbitres: Peris (CRO), Stavridis (GRE) |
| 24 Juliol 2013 17:30 Acta | Resultat per quarts: 1–0, 2–2, 4–1, 0–1 |      |                   | Piscines Bernat Picornell, Barcelona Assistència: 600 espectadors Àrbitres: Peris (CRO), Stavridis (GRE) |
| 24 Juliol 2013 17:30 Acta | Shmider, Medvedev 2                     | Gols | quatre jugadors 1 | Piscines Bernat Picornell, Barcelona Assistència: 600 espectadors Àrbitres: Peris (CRO), Stavridis (GRE) |

| 24 Juliol 2013 18:50 Acta | Itàlia                                  | 10‐8 | Alemanya              | Piscines Bernat Picornell, Barcelona Assistència: 600 espectadors Àrbitres: Borrell (ESP), Terepenka (CAN) |
| 24 Juliol 2013 18:50 Acta | Resultat per quarts: 3–1, 3–1, 3–3, 1–3 |      |                       | Piscines Bernat Picornell, Barcelona Assistència: 600 espectadors Àrbitres: Borrell (ESP), Terepenka (CAN) |
| 24 Juliol 2013 18:50 Acta | “tres jugadors”2                        | Gols | Real, Schlotterbeck 2 | Piscines Bernat Picornell, Barcelona Assistència: 600 espectadors Àrbitres: Borrell (ESP), Terepenka (CAN) |

| 26 Juliol 2013 12:10 Acta | Itàlia                                  | 12‐6 | Kazakhstan   | Piscines Bernat Picornell, Barcelona Assistència: 700 espectadors Àrbitres: Peris (CRO), Abramović (MNE) |
| 26 Juliol 2013 12:10 Acta | Resultat per quarts: 3–0, 3–2, 2–1, 4–3 |      |              | Piscines Bernat Picornell, Barcelona Assistència: 700 espectadors Àrbitres: Peris (CRO), Abramović (MNE) |
| 26 Juliol 2013 12:10 Acta | Figlioli 4                              | Gols | Koliadenko 2 | Piscines Bernat Picornell, Barcelona Assistència: 700 espectadors Àrbitres: Peris (CRO), Abramović (MNE) |

| 26 Juliol 2013 13:30 Acta | Alemanya                                | 9‐8  | Romania          | Piscines Bernat Picornell, Barcelona Assistència: 800 espectadors Àrbitres: Naumov (RUS), Littlejohn (GBR) |
| 26 Juliol 2013 13:30 Acta | Resultat per quarts: 4–3, 3–0, 1–2, 1–3 |      |                  | Piscines Bernat Picornell, Barcelona Assistència: 800 espectadors Àrbitres: Naumov (RUS), Littlejohn (GBR) |
| 26 Juliol 2013 13:30 Acta | Schüler, Eidner 3                       | Gols | “tres jugadors”2 | Piscines Bernat Picornell, Barcelona Assistència: 800 espectadors Àrbitres: Naumov (RUS), Littlejohn (GBR) |

## Fase final
|  | Vuitens de final | Vuitens de final |            |    | Quarts de final | Quarts de final |  |  | Semifinals | Semifinals |  |  | Final | Final |
|  |                  |                  |            |    |                 |                 |  |  |            |            |  |  |       |       |
|  | 28 Juliol        |                  |            |    |                 |                 |  |  |            |            |  |  |       |       |
|  |                  |                  |            |    |                 |                 |  |  |            |            |  |  |       |       |
|  | Grècia           | 13               |            |    |                 |                 |  |  |            |            |  |  |       |       |
|  | Grècia           | 13               | 30 Juliol  |    |                 |                 |  |  |            |            |  |  |       |       |
|  | Sud-àfrica       | 5                |            |    |                 |                 |  |  |            |            |  |  |       |       |
|  | Sud-àfrica       | 5                | Grècia     | 3  |                 |                 |  |  |            |            |  |  |       |       |
|  | 28 Juliol        |                  | Grècia     | 3  |                 |                 |  |  |            |            |  |  |       |       |
|  |                  | Hongria          | 9          |    |                 |                 |  |  |            |            |  |  |       |       |
|  | Hongria          | Hongria          | 9          | 16 |                 |                 |  |  |            |            |  |  |       |       |
|  | Hongria          |                  | 1 Agost    | 16 |                 |                 |  |  |            |            |  |  |       |       |
|  | Kazakhstan       | 7                |            |    |                 |                 |  |  |            |            |  |  |       |       |
|  | Kazakhstan       | 7                | Hongria    | 11 |                 |                 |  |  |            |            |  |  |       |       |
|  | 28 Juliol        |                  | Hongria    | 11 |                 |                 |  |  |            |            |  |  |       |       |
|  |                  | Croàcia          | 10         |    |                 |                 |  |  |            |            |  |  |       |       |
|  | Croàcia          | Croàcia          | 10         | 21 |                 |                 |  |  |            |            |  |  |       |       |
|  | Croàcia          | 30 Juliol        |            | 21 |                 |                 |  |  |            |            |  |  |       |       |
|  | Nova Zelanda     | 4                |            |    |                 |                 |  |  |            |            |  |  |       |       |
|  | Nova Zelanda     | 4                | Croàcia    | 7  |                 |                 |  |  |            |            |  |  |       |       |
|  | 28 Juliol        |                  | Croàcia    | 7  |                 |                 |  |  |            |            |  |  |       |       |
|  |                  | Austràlia        | 6          |    |                 |                 |  |  |            |            |  |  |       |       |
|  | Alemanya         | Austràlia        | 6          | 4  |                 |                 |  |  |            |            |  |  |       |       |
|  | Alemanya         |                  | 3 Agost    | 4  |                 |                 |  |  |            |            |  |  |       |       |
|  | Austràlia        | 8                |            |    |                 |                 |  |  |            |            |  |  |       |       |
|  | Austràlia        | 8                | Hongria    | 8  |                 |                 |  |  |            |            |  |  |       |       |
|  | 28 Juliol        |                  | Hongria    | 8  |                 |                 |  |  |            |            |  |  |       |       |
|  |                  | Montenegro       | 7          |    |                 |                 |  |  |            |            |  |  |       |       |
|  | Sèrbia           | Montenegro       | 7          | 13 |                 |                 |  |  |            |            |  |  |       |       |
|  | Sèrbia           | 30 Juliol        |            | 13 |                 |                 |  |  |            |            |  |  |       |       |
|  | Romania          | 5                |            |    |                 |                 |  |  |            |            |  |  |       |       |
|  | Romania          | 5                | Sèrbia     | 8  |                 |                 |  |  |            |            |  |  |       |       |
|  | 28 Juliol        |                  | Sèrbia     | 8  |                 |                 |  |  |            |            |  |  |       |       |
|  |                  | Montenegro       | 9          |    |                 |                 |  |  |            |            |  |  |       |       |
|  | Montenegro       | Montenegro       | 9          | 12 |                 |                 |  |  |            |            |  |  |       |       |
|  | Montenegro       |                  | 1 Agost    | 12 |                 |                 |  |  |            |            |  |  |       |       |
|  | Canadà           | 4                |            |    |                 |                 |  |  |            |            |  |  |       |       |
|  | Canadà           | 4                | Montenegro | 10 |                 |                 |  |  |            |            |  |  |       |       |
|  | 28 Juliol        |                  | Montenegro | 10 |                 |                 |  |  |            |            |  |  |       |       |
|  |                  | Itàlia           | 8          |    |                 |                 |  |  |            |            |  |  |       |       |
|  | Itàlia           | Itàlia           | 8          | 11 |                 |                 |  |  |            |            |  |  |       |       |
|  | Itàlia           | 30 Juliol        |            | 11 |                 |                 |  |  |            |            |  |  |       |       |
|  | R.P. de la Xina  | 3                |            |    |                 |                 |  |  |            |            |  |  |       |       |
|  | R.P. de la Xina  | 3                | Itàlia     | 4  |                 |                 |  |  |            |            |  |  |       |       |
|  | 28 Juliol        |                  | Itàlia     | 4  |                 |                 |  |  |            |            |  |  |       |       |
|  |                  | Espanya          | 3          |    |                 |                 |  |  |            |            |  |  |       |       |
|  | Estats Units     | Espanya          | 3          | 6  |                 |                 |  |  |            |            |  |  |       |       |
|  | Estats Units     |                  |            | 6  |                 |                 |  |  |            |            |  |  |       |       |
|  | Espanya          | 10               |            |    |                 |                 |  |  |            |            |  |  |       |       |
|  | Espanya          | 10               |            |    |                 |                 |  |  |            |            |  |  |       |       |

Competició pel 5è lloc
|  | Classificació    | Classificació |    |           | Partit pel 5è lloc | Partit pel 5è lloc |
|  |                  |               |    |           |                    |                    |
|  | 1 Agost          |               |    |           |                    |                    |
|  | Grècia           | 11            |    |           |                    |                    |
|  | Austràlia        | 9             |    |           |                    |                    |
|  |                  |               |    |           |                    |                    |
|  |                  |               |    |           | 3 Agost            |                    |
|  |                  |               |    |           | Grècia             | 8                  |
|  |                  | Espanya       | 10 |           |                    |                    |
|  |                  |               |    |           |                    |                    |
|  |                  |               |    |           |                    |                    |
|  |                  |               |    |           | Partit pel 7è lloc |                    |
|  | 1 Agost          | 1 Agost       |    | 3 Agost   | 3 Agost            |                    |
|  | Sèrbia           | 13            |    | Austràlia | 7                  |                    |
|  | Espanya (penals) | 14            |    |           | Sèrbia             | 13                 |

### Octaus
| 28 Juliol 2013 09:30 Acta | Grècia                                  | 13‐5 | Sud-àfrica      | Piscines Bernat Picornell, Barcelona Assistència: 300 espectadors Àrbitres: Abramović (MNE), Cardenuto (BRA) |
| 28 Juliol 2013 09:30 Acta | Resultat per quarts: 3–2, 3–2, 4–0, 3–1 |      |                 | Piscines Bernat Picornell, Barcelona Assistència: 300 espectadors Àrbitres: Abramović (MNE), Cardenuto (BRA) |
| 28 Juliol 2013 09:30 Acta | Gounas 3                                | Gols | cinc jugadors 1 | Piscines Bernat Picornell, Barcelona Assistència: 300 espectadors Àrbitres: Abramović (MNE), Cardenuto (BRA) |

| 28 Juliol 2013 10:50 Acta | Montenegro                              | 12‐4 | Canadà   | Piscines Bernat Picornell, Barcelona Assistència: 800 espectadors Àrbitres: Balfanbayev (KAZ), Vogel (HUN) |
| 28 Juliol 2013 10:50 Acta | Resultat per quarts: 2–1, 3–0, 3–3, 4–0 |      |          | Piscines Bernat Picornell, Barcelona Assistència: 800 espectadors Àrbitres: Balfanbayev (KAZ), Vogel (HUN) |
| 28 Juliol 2013 10:50 Acta | Ivović 3                                | Gols | Kudaba 2 | Piscines Bernat Picornell, Barcelona Assistència: 800 espectadors Àrbitres: Balfanbayev (KAZ), Vogel (HUN) |

| 28 Juliol 2013 12:10 Acta | Croàcia                                 | 21‐4 | Nova Zelanda      | Piscines Bernat Picornell, Barcelona Assistència: 1600 espectadors Àrbitres: Drury (USA), Melliar (RSA) |
| 28 Juliol 2013 12:10 Acta | Resultat per quarts: 6–1, 4–2, 8–0, 3–1 |      |                   | Piscines Bernat Picornell, Barcelona Assistència: 1600 espectadors Àrbitres: Drury (USA), Melliar (RSA) |
| 28 Juliol 2013 12:10 Acta | Muslim, Sukno 5                         | Gols | quatre jugadors 1 | Piscines Bernat Picornell, Barcelona Assistència: 1600 espectadors Àrbitres: Drury (USA), Melliar (RSA) |

| 28 Juliol 2013 13:30 Acta | Estats Units                            | 6‐10 | Espanya   | Piscines Bernat Picornell, Barcelona Assistència: 1,300 espectadors Àrbitres: Peris (CRO), Alexandrescu (ROU) |
| 28 Juliol 2013 13:30 Acta | Resultat per quarts: 2–4, 2–1, 1–2, 1–3 |      |           | Piscines Bernat Picornell, Barcelona Assistència: 1,300 espectadors Àrbitres: Peris (CRO), Alexandrescu (ROU) |
| 28 Juliol 2013 13:30 Acta | Wigo 3                                  | Gols | Español 4 | Piscines Bernat Picornell, Barcelona Assistència: 1,300 espectadors Àrbitres: Peris (CRO), Alexandrescu (ROU) |

| 28 Juliol 2013 17:30 Acta | Sèrbia                                  | 13‐5 | Romania   | Piscines Bernat Picornell, Barcelona Assistència: 600 espectadors Àrbitres: Koganov (AZE), Naumov (RUS) |
| 28 Juliol 2013 17:30 Acta | Resultat per quarts: 2–1, 5–1, 3–1, 3–2 |      |           | Piscines Bernat Picornell, Barcelona Assistència: 600 espectadors Àrbitres: Koganov (AZE), Naumov (RUS) |
| 28 Juliol 2013 17:30 Acta | cinc jugadors 2                         | Gols | Diaconu 3 | Piscines Bernat Picornell, Barcelona Assistència: 600 espectadors Àrbitres: Koganov (AZE), Naumov (RUS) |

| 28 Juliol 2013 18:50 Acta | Hongria                                 | 16‐7 | Kazakhstan | Piscines Bernat Picornell, Barcelona Assistència: 700 espectadors Àrbitres: Reemnet (NED), Koryzna (POL) |
| 28 Juliol 2013 18:50 Acta | Resultat per quarts: 2–4, 7–1, 6–1, 1–1 |      |            | Piscines Bernat Picornell, Barcelona Assistència: 700 espectadors Àrbitres: Reemnet (NED), Koryzna (POL) |
| 28 Juliol 2013 18:50 Acta | cinc jugadors 2                         | Gols | Gubarev 3  | Piscines Bernat Picornell, Barcelona Assistència: 700 espectadors Àrbitres: Reemnet (NED), Koryzna (POL) |

| 28 Juliol 2013 20:10 Acta | Itàlia                                  | 11‐3 | R.P. de la Xina | Piscines Bernat Picornell, Barcelona Assistència: 600 espectadors Àrbitres: Margeta (SLO), Terepenka (CAN) |
| 28 Juliol 2013 20:10 Acta | Resultat per quarts: 3–1, 3–1, 3–0, 2–1 |      |                 | Piscines Bernat Picornell, Barcelona Assistència: 600 espectadors Àrbitres: Margeta (SLO), Terepenka (CAN) |
| 28 Juliol 2013 20:10 Acta | Giorgetti 4                             | Gols | tres jugadors 1 | Piscines Bernat Picornell, Barcelona Assistència: 600 espectadors Àrbitres: Margeta (SLO), Terepenka (CAN) |

| 28 Juliol 2013 21:30 Acta | Alemanya                                | 4‐8  | Austràlia       | Piscines Bernat Picornell, Barcelona Assistència: 900 espectadors Àrbitres: Borrell (ESP), Bianchi (ITA) |
| 28 Juliol 2013 21:30 Acta | Resultat per quarts: 0–2, 2–2, 0–1, 2–3 |      |                 | Piscines Bernat Picornell, Barcelona Assistència: 900 espectadors Àrbitres: Borrell (ESP), Bianchi (ITA) |
| 28 Juliol 2013 21:30 Acta | Nossek 2                                | Gols | tres jugadors 2 | Piscines Bernat Picornell, Barcelona Assistència: 900 espectadors Àrbitres: Borrell (ESP), Bianchi (ITA) |

### Quarts
| 30 Juliol 2013 15:30 Acta | Grècia                                  | 3‐9  | Hongria         | Piscines Bernat Picornell, Barcelona Assistència: 900 espectadors Àrbitres: Golijanin (SRB), Bender (GER) |
| 30 Juliol 2013 15:30 Acta | Resultat per quarts: 1–2, 1–1, 1–2, 0–4 |      |                 | Piscines Bernat Picornell, Barcelona Assistència: 900 espectadors Àrbitres: Golijanin (SRB), Bender (GER) |
| 30 Juliol 2013 15:30 Acta | tres jugadors 1                         | Gols | tres jugadors 2 | Piscines Bernat Picornell, Barcelona Assistència: 900 espectadors Àrbitres: Golijanin (SRB), Bender (GER) |

| 30 Juliol 2013 17:00 Acta | Croàcia                                 | 7‐6  | Austràlia | Piscines Bernat Picornell, Barcelona Assistència: 1800 espectadors Àrbitres: Borrell (ESP), Bianchi (ITA) |
| 30 Juliol 2013 17:00 Acta | Resultat per quarts: 1–1, 1–1, 0–1, 3–2 |      |           | Piscines Bernat Picornell, Barcelona Assistència: 1800 espectadors Àrbitres: Borrell (ESP), Bianchi (ITA) |
| 30 Juliol 2013 17:00 Acta | Joković 2                               | Gols | Miller 2  | Piscines Bernat Picornell, Barcelona Assistència: 1800 espectadors Àrbitres: Borrell (ESP), Bianchi (ITA) |

| 30 Juliol 2013 20:15 Acta | Montenegro                              | 9‐8  | Sèrbia     | Piscines Bernat Picornell, Barcelona Assistència: 500 espectadors Àrbitres: Flahive (AUS), Margeta (SLO) |
| 30 Juliol 2013 20:15 Acta | Resultat per quarts: 2–3, 4–3, 1–2, 2–0 |      |            | Piscines Bernat Picornell, Barcelona Assistència: 500 espectadors Àrbitres: Flahive (AUS), Margeta (SLO) |
| 30 Juliol 2013 20:15 Acta | Janović 3                               | Gols | Mitrović 2 | Piscines Bernat Picornell, Barcelona Assistència: 500 espectadors Àrbitres: Flahive (AUS), Margeta (SLO) |

| 30 Juliol 2013 21:45 Acta | Espanya                                 | 3‐4  | Itàlia     | Piscines Bernat Picornell, Barcelona Assistència: 4,500 espectadors Àrbitres: Stavridis (GRE), Alexandrescu (ROU) |
| 30 Juliol 2013 21:45 Acta | Resultat per quarts: 2–2, 1–1, 0–1, 0–0 |      |            | Piscines Bernat Picornell, Barcelona Assistència: 4,500 espectadors Àrbitres: Stavridis (GRE), Alexandrescu (ROU) |
| 30 Juliol 2013 21:45 Acta | tres jugadors 1                         | Gols | Figlioli 2 | Piscines Bernat Picornell, Barcelona Assistència: 4,500 espectadors Àrbitres: Stavridis (GRE), Alexandrescu (ROU) |

### Classificació pel 5è lloc
| 1 Agost 2013 15:30 Acta | Grècia                                  | 11‐9 | Austràlia | Piscines Bernat Picornell, Barcelona Assistència: 600 espectadors Àrbitres: Golijanin (SRB), Bianchi (ITA) |
| 1 Agost 2013 15:30 Acta | Resultat per quarts: 3–1, 4–3, 2–4, 2–1 |      |           | Piscines Bernat Picornell, Barcelona Assistència: 600 espectadors Àrbitres: Golijanin (SRB), Bianchi (ITA) |
| 1 Agost 2013 15:30 Acta | Delakas, Vlachopoulos 3                 | Gols | Younger 3 | Piscines Bernat Picornell, Barcelona Assistència: 600 espectadors Àrbitres: Golijanin (SRB), Bianchi (ITA) |

| 1 Agost 2013 17:00 Acta | Sèrbia                                  | 13‐14 | Espanya         | Piscines Bernat Picornell, Barcelona Assistència: 1,000 espectadors Àrbitres: Koganov (AZE), Moller (ARG) |
| 1 Agost 2013 17:00 Acta | Resultat per quarts: 2–2, 1–0, 2–3, 1–1 |       |                 | Piscines Bernat Picornell, Barcelona Assistència: 1,000 espectadors Àrbitres: Koganov (AZE), Moller (ARG) |
| 1 Agost 2013 17:00 Acta | Pijetlović, Filipović 2                 | Gols  | tres jugadors 3 | Piscines Bernat Picornell, Barcelona Assistència: 1,000 espectadors Àrbitres: Koganov (AZE), Moller (ARG) |

### Semifinals
| 1 Agost 2013 20:15 Acta | Hongria                                 | 11‐10 | Croàcia           | Piscines Bernat Picornell, Barcelona Assistència: 4,000 espectadors Àrbitres: Flahive (AUS), Naumov (RUS) |
| 1 Agost 2013 20:15 Acta | Resultat per quarts: 2–3, 4–2, 3–2, 2–3 |       |                   | Piscines Bernat Picornell, Barcelona Assistència: 4,000 espectadors Àrbitres: Flahive (AUS), Naumov (RUS) |
| 1 Agost 2013 20:15 Acta | Vámos, Szivós 3                         | Gols  | quatre jugadors 2 | Piscines Bernat Picornell, Barcelona Assistència: 4,000 espectadors Àrbitres: Flahive (AUS), Naumov (RUS) |

| 1 Agost 2013 21:45 Acta | Montenegro                              | 10‐8 | Itàlia              | Piscines Bernat Picornell, Barcelona Assistència: 2,500 espectadors Àrbitres: Margeta (SLO), Koryzna (POL) |
| 1 Agost 2013 21:45 Acta | Resultat per quarts: 3–1, 2–0, 4–3, 1–4 |      |                     | Piscines Bernat Picornell, Barcelona Assistència: 2,500 espectadors Àrbitres: Margeta (SLO), Koryzna (POL) |
| 1 Agost 2013 21:45 Acta | Janović 3                               | Gols | Figlioli, Aicardi 3 | Piscines Bernat Picornell, Barcelona Assistència: 2,500 espectadors Àrbitres: Margeta (SLO), Koryzna (POL) |

### Partit pel 7è lloc
| 3 Agost 2013 15:00 Acta | Austràlia                               | 7‐13 | Sèrbia      | Piscines Bernat Picornell, Barcelona Assistència: 500 espectadors Àrbitres: Peris (CRO), Moller (ARG) |
| 3 Agost 2013 15:00 Acta | Resultat per quarts: 2–3, 2–2, 2–4, 1–4 |      |             | Piscines Bernat Picornell, Barcelona Assistència: 500 espectadors Àrbitres: Peris (CRO), Moller (ARG) |
| 3 Agost 2013 15:00 Acta | Swift, Howden 2                         | Gols | Filipović 5 | Piscines Bernat Picornell, Barcelona Assistència: 500 espectadors Àrbitres: Peris (CRO), Moller (ARG) |

### Partit pel 5è lloc
| 3 Agost 2013 20:45 Acta | Grècia                                  | 8‐10 | Espanya   | Piscines Bernat Picornell, Barcelona Assistència: 4,000 espectadors Àrbitres: Golijanin (SRB), Flahive (AUS) |
| 3 Agost 2013 20:45 Acta | Resultat per quarts: 2–1, 2–5, 4–2, 0–2 |      |           | Piscines Bernat Picornell, Barcelona Assistència: 4,000 espectadors Àrbitres: Golijanin (SRB), Flahive (AUS) |
| 3 Agost 2013 20:45 Acta | Delakas 3                               | Gols | Español 5 | Piscines Bernat Picornell, Barcelona Assistència: 4,000 espectadors Àrbitres: Golijanin (SRB), Flahive (AUS) |

### Partit pel 3r lloc
| 3 Agost 2013 16:30 Acta | Croàcia                                 | 10‐8 | Itàlia      | Piscines Bernat Picornell, Barcelona Assistència: 3,500 espectadors Àrbitres: Stavridis (GRE), Alexandrescu (ROU) |
| 3 Agost 2013 16:30 Acta | Resultat per quarts: 4–2, 4–1, 1–2, 1–3 |      |             | Piscines Bernat Picornell, Barcelona Assistència: 3,500 espectadors Àrbitres: Stavridis (GRE), Alexandrescu (ROU) |
| 3 Agost 2013 16:30 Acta | Sukno, Joković 3                        | Gols | Giorgetti 3 | Piscines Bernat Picornell, Barcelona Assistència: 3,500 espectadors Àrbitres: Stavridis (GRE), Alexandrescu (ROU) |

### Final
| 3 Agost 2013 22:15 Acta | Hongria                                 | 8‐7  | Montenegro | Piscines Bernat Picornell, Barcelona Assistència: 4,500 espectadors Àrbitres: Borrell (ESP), Margeta (SLO) |
| 3 Agost 2013 22:15 Acta | Resultat per quarts: 2–0, 1–2, 3–3, 2–2 |      |            | Piscines Bernat Picornell, Barcelona Assistència: 4,500 espectadors Àrbitres: Borrell (ESP), Margeta (SLO) |
| 3 Agost 2013 22:15 Acta | Szivós, Hárai 2                         | Gols | Ivović 3   | Piscines Bernat Picornell, Barcelona Assistència: 4,500 espectadors Àrbitres: Borrell (ESP), Margeta (SLO) |

## Classificació i premis
| \| Posició \| Equip \| \| ------- \| --------------- \| \| 1 \| Hongria \| \| 2 \| Montenegro \| \| 3 \| Croàcia \| \| 4 \| Itàlia \| \| 5 \| Espanya \| \| 6 \| Grècia \| \| 7 \| Sèrbia \| \| 8 \| Austràlia \| \| 9 \| Estats Units \| \| 10 \| Alemanya \| \| 11 \| Canadà \| \| 12 \| Kazakhstan \| \| 13 \| Romania \| \| 14 \| R.P. de la Xina \| \| 15 \| Sud-àfrica \| \| 16 \| Nova Zelanda \| | Guanyadors - Hongria (3r títol): Attila Decker, Viktor Nagy, Bence Bátori, Krisztián Bedő, Ádám Decker, Miklós Gór-Nagy, Balázs Hárai, Norbert Hosnyánszky, Norbert Madaras, Márton Szivós, Dániel Varga, Dénes Varga, Márton Vámos Jugador més valuós - Hongria Dénes Varga Millor Marcador - Croàcia Sandro Sukno / Montenegro Aleksandar Ivović – 20 gols Millor Porter - Hongria Viktor Nagy Equip ideal - Hongria Viktor Nagy – Porter - Sèrbia Duško Pijetlović - Itàlia Pietro Figlioli - Montenegro Aleksandar Ivović - Montenegro Mlađan Janović - Croàcia Sandro Sukno - Hongria Dénes Varga |
| Posició | Equip |
| 1 | Hongria |
| 2 | Montenegro |
| 3 | Croàcia |
| 4 | Itàlia |
| 5 | Espanya |
| 6 | Grècia |
| 7 | Sèrbia |
| 8 | Austràlia |
| 9 | Estats Units |
| 10 | Alemanya |
| 11 | Canadà |
| 12 | Kazakhstan |
| 13 | Romania |
| 14 | R.P. de la Xina |
| 15 | Sud-àfrica |
| 16 | Nova Zelanda |